# Diporiphora pindan
Diporiphora pindan är en ödleart som beskrevs av  Storr 1980. Diporiphora pindan ingår i släktet Diporiphora och familjen agamer. Inga underarter finns listade i Catalogue of Life.